# Dendroplectron aucklandensis
Dendroplectron aucklandensis är en insektsart som beskrevs av Richards, A.M. 1964. Dendroplectron aucklandensis ingår i släktet Dendroplectron och familjen grottvårtbitare. Inga underarter finns listade i Catalogue of Life.